# Río Ozama
El Ozama es un río que nace en la Loma Siete Cabezas, en la Sierra de Yamasá, República Dominicana. Debido a su profundidad es considerado el cuarto río más importante del país. Abarca 2.686 kilómetros cuadrados y recorre 148 kilómetros. Desemboca en el mar Caribe, en la ciudad de Santo Domingo.
El río Ozama es uno de los más caudalosos del país, pero también uno de los más contaminados. Esto es debido a la falta de recursos para su protección, barcos hundidos o varados, plantas de generación eléctrica en sus orillas y la cantidad de barrios marginados desde donde desperdicios van a parar al río.

## Contaminación del río
Tanto el río Ozama como las costas perimetrales de la CC, reciben muchas descargas contaminantes provenientes de actividades humanas como la agricultura, granjas de personas, las plantas industriales y de generación eléctrica, puntos de descarga de la red de saneamiento y pluvial de Santo Domingo, y basura arrojada por los habitantes de los barrios adyacentes al río y la costa. Eso trae como consecuencia que este ecosistema marino está siendo alterado y evidencia en los últimos años una tendencia hacia la alteración de esta área de interfase entre la tierra y el mar que caracteriza a la CC.
Los contaminantes presentes en estas fuentes son por lo general nutrientes, metales pesados, compuestos orgánicos específicos, microorganismos patógenos, nutrientes y carbono orgánico y se encuentran combinados con aceites, grasas y productos químicos derivados de las industrias, los que entran en las corrientes de desechos domésticos a través de la red de saneamiento y la escorrentía pluvial. Los desechos industriales contienen además cantidades altas de materia orgánica provenientes de las plantas procesadoras de alimentos y bebidas y de la industria del cuero y de la madera. Otras actividades que aumentan la descarga son las correspondientes a la agricultura, por el uso de pesticidas e insecticidas, así como el aporte de residuos de insumos agrícolas y restos de vegetales y animales.
En un estudio realizado por la Programa Ambiental Costero Marino de la Secretaría de Estado de Agricultura en 1999, se demuestran varios tipos de procesos de contaminación tanto en el Río Ozama como en la costa adyacente del litoral sur de la ciudad de Santo Domingo. El documento Planificación y Manejo Ambiental del Litoral de Santo Domingo, explica que las concentraciones de nutrientes en la zona litoral reflejan contaminación orgánica tanto por los compuestos del nitrógeno como del fósforo, particularmente las concentraciones de fósforo total presentan valores, considerados como representativos de aguas marinas contaminadas por materia orgánica. Los sólidos suspendidos (totales y volátiles) son indicativos también de contaminación orgánica, comparables a lugares de descargas de colectores de aguas residuales. Los valores de silicato son resultado de la incidencia en el litoral de vertimientos de aguas residuales no tratadas y además por la influencia que ejerce sobre el litoral las aguas de los ríos Ozama y Haina, los cuales son también receptores de un gran volumen de aguas residuales. La calidad de las aguas en relación con el oxígeno disuelto, pH y temperatura que se encuentran en condiciones aceptables, pero enmascaran la influencia de los vertimientos de aguas con un volumen de residuales urbanos; esto es motivado por las condiciones físico-geográficas de la costa en la que predominan el rompiente rocoso, sin barreas coralinas con un importante intercambio de la masa de La gestión del Río Ozama se encuentra articulada a las funciones de varias instituciones con gerencia en las áreas ambiental, urbana, municipal, militar y portuaria. También se vincula a las instituciones encargadas de la provisión de los servicios de agua potable y saneamiento.
Para la conservación de esta zona, se ha creado el Cinturón Verde, que se configura como un área articulada con una extensión de unas 14 000 hectáreas y que se forma un arco de aproximadamente 50 km, desde la desembocadura del Río Haina hasta la base aérea de San Isidro, siguiendo los cursos fluviales que rodean la ciudad. Este cinturón está concebido como un área de Gestión Especial, en la cual se podrán desarrollar actividades económicas y sociales de diversos tipos que sean compatibles con la protección ambiental, como son el bosque protector, productor y recreativo, la agricultura y el disfrute público para propósitos educativos, de esparcimiento y turismo, entre otros.
Fuentes de generación identificadas
Las fuentes de generación de contaminación más importantes se resumen en la siguiente lista:
• Colocación de residuos sólidos provenientes de las viviendas de los barrios marginales ubicados a orillas del río.
• Actividades industriales y agropecuarias, sobre todo en aguas arriba del Río Ozama.
• Descargas de la red de saneamiento de Santo Domingo. Se identificaron cuatro puntos de descarga de aguas residuales provenientes de las plantas de tratamiento de la Corporación de Acueducto y Alcantarillado de Santo Domingo (SZCAASD)

## Afluentes
- Río Isabela
- Río Sabita
- Río Yabacao[1]
- Rio Cuaba
- Rio Guanuma
- Rio Higüero